# マーラヤ・ヴィシェラ
座標: 北緯58度51分 東経32度13分 / 北緯58.850度 東経32.217度

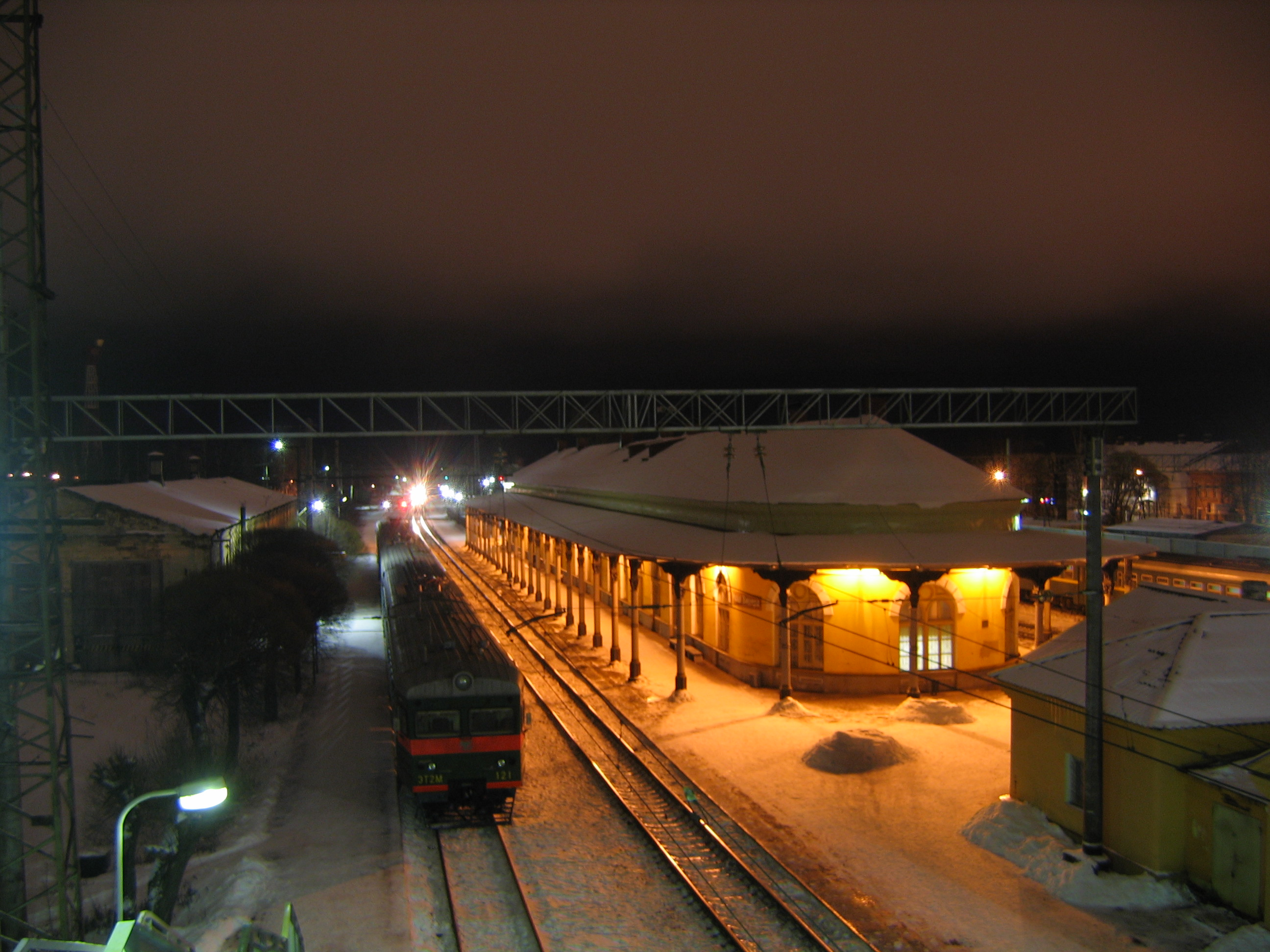
マーラヤ・ヴィシェラ駅

マーラヤ・ヴィシェラ（ロシア語: Ма́лая Ви́шера, Malaya Vishera）は、ロシアのノヴゴロド州北部にある都市。モスクワとサンクトペテルブルクの二大都市を結ぶモスクワ・サンクトペテルブルク鉄道の上に位置する。また両都市を結ぶ高速道路M10も近くを通る。
地名は、ヴォルホフ川の支流ヴィシェラ川のさらに支流である同名の川に由来する。州都ノヴゴロドからの距離は北東へ約75km。人口は2002年全ロシア国勢調査で14,182人。

## 歴史
1843年、鉄道建設のためにこの地に集落が誕生した。1851年にモスクワ・サンクトペテルブルク間の鉄道が開通し、操車場が1860年に完成している。またロシア最初期の技術学校がこの町にできている。
1921年に市の地位を与えられた。
第二次世界大戦では1941年10月24日にドイツ国防軍に占領されたが、赤軍の第52軍の反攻により1941年11月20日に奪回された。

## 経済
マーラヤ・ヴィシェラの町にはガラス工場、電子工場、製材工場などがある。